# 清明花
清明花（学名：Beaumontia grandiflora）是夹竹桃科清明花属的植物。分布于印度以及中国大陆的广西、福建、广东等地，生长于海拔720米至800米的地区，一般生于野生以及山地林中，目前已由人工引种栽培。
种名grandiflora意为“大花的”。

## 别名
炮弹果（广西）；刹抢龙（云南少数民族名）